# So Good (bài hát của B.o.B)
"So Good" là một ca khúc của nam ca sĩ nhạc hip hop người Mỹ B.o.B. Ca khúc được phát hành kĩ thuật số vào ngày 21 tháng 2 năm 2012, là đĩa đơn thứ hai trích từ album phòng thu thứ hai của anh, Strange Clouds. Đĩa đơn được phát hành ở Đức vào 4 tháng 5 năm 2012. "So Good" được sản xuất và có sự góp giọng của Ryan Tedder.

## Video âm nhạc
Vào 14 tháng 2 năm 2012, B.o.B phát hành một đoạn trailer quảng cáo cho video âm nhạc của "So Good". Anh cũng công bố ngày phát hành video là 21 tháng 3 năm 2012. Vào 14 tháng 3 năm 2012, đoạn trailer quảng cao thứ hai được tung ra trên kênh YouTube chính thức của B.o.B. Video âm nhạc chính thức, được đạo diễn bởi Justin Francis, phát hành vào ngày 21 tháng 3 năm 2012.

## Danh sách ca khúc
- Tải kĩ thuật số[4]

1. "So Good" – 3:33

- EP kĩ thuật số[5]

1. "So Good" – 3:33
2. "Play the Guitar" (hợp tác với André 3000) – 3:24
3. "Strange Clouds" (hợp tác với Lil Wayne) – 3:46

- Đĩa đơn CD[1]

1. "So Good" – 3:33
2. "Play the Guitar" (hợp tác với André 3000) – 3:24

## Xếp hạng
"So Good" ra mắt tại bảng xếp hạng Billboard Hot 100 của Mỹ vào tuần lễ 10 tháng 3 năm 2012 tại vị trí thứ 11, với 164,000 lượt tải về trong tuần đầu tiên phát hành. Ca khúc cũng đồng thời đạt được vị trí thứ 7 tại bảng xếp hạng UK Singles Chart, khiến "So Good" trở thành đĩa đơn thứ ba của B.o.B lọt vào top 10 ở đây.
| Bảng xếp hạng (2012)                 | Vị trí cao nhất |
| ------------------------------------ | --------------- |
| Úc (ARIA)                            | 9               |
| Áo (Ö3 Austria Top 40)               | 38              |
| Bỉ (Ultratip Flanders)               | 11              |
| Bỉ (Ultratip Wallonia)               | 40              |
| Canada (Canadian Hot 100)            | 20              |
| Đức (GfK)                            | 65              |
| Ireland (IRMA)                       | 8               |
| Hà Lan (Dutch Top 40)                | 35              |
| New Zealand (Recorded Music NZ)      | 15              |
| Scotland (OCC)                       | 7               |
| Thụy Sĩ (Schweizer Hitparade)        | 48              |
| Anh Quốc R&B (OCC)                   | 1               |
| Anh Quốc (OCC)                       | 7               |
| Mỹ Billboard Hot 100                 | 11              |
| Mỹ Pop Songs (Billboard)             | 18              |
| Mỹ Hot R&B/Hip-Hop Songs (Billboard) | 92              |
| Mỹ Rap Songs (Billboard)             | 20              |

## Lịch sử phát hành
| Quốc gia | Ngày                | Định dạng       | Hãng đĩa |
| -------- | ------------------- | --------------- | -------- |
| Mỹ       | 21 tháng 2 năm 2012 | Tải kĩ thuật số | Atlantic |
| Anh      | 16 tháng 4 năm 2012 | Tải kĩ thuật số | Atlantic |
| Đức      | 4 tháng 5 năm 2012  | Đĩa đơn CD      | Atlantic |